# Bracon leionotus
Bracon leionotus är en stekelart som beskrevs av Gaspard Auguste Brullé 1846. Bracon leionotus ingår i släktet Bracon och familjen bracksteklar. Inga underarter finns listade.